# Goła
Goła (deutsch Gohle, auch Deutsch-Gohle) ist ein Ort in der Stadt- und Landgemeinde Gorzów Śląski im Powiat Oleski der Woiwodschaft Opole in Polen.

## Geographie
Das Straßendorf Goła liegt sieben Kilometer nordwestlich von Gorzów Śląski (Landsberg O.S.), 30 Kilometer nördlich von Olesno (Rosenberg) und 70 Kilometer nordöstlich von Opole (Oppeln). Südlich erstreckt sich ein weitläufiges Waldgebiet. Durch den Ort fließt der Bach Pianka, ein linker Zufluss der Prosna.
Ortsteile von Goła sind die Weiler Karłowice (Karlowitz), Przytoczna  (Teichgrund), Kolonia Goła (Kolonie Gohle) und Przymiarki (Königswille).
Nachbarorte von Goła sind im Südosten Nowa Wieś Oleska (Neudorf), im Nordosten Zdziechowice (Seichwitz), im Nordwesten Uszyce (Uschütz) und im Südwesten Pogorzałka (Hellewald).

## Geschichte

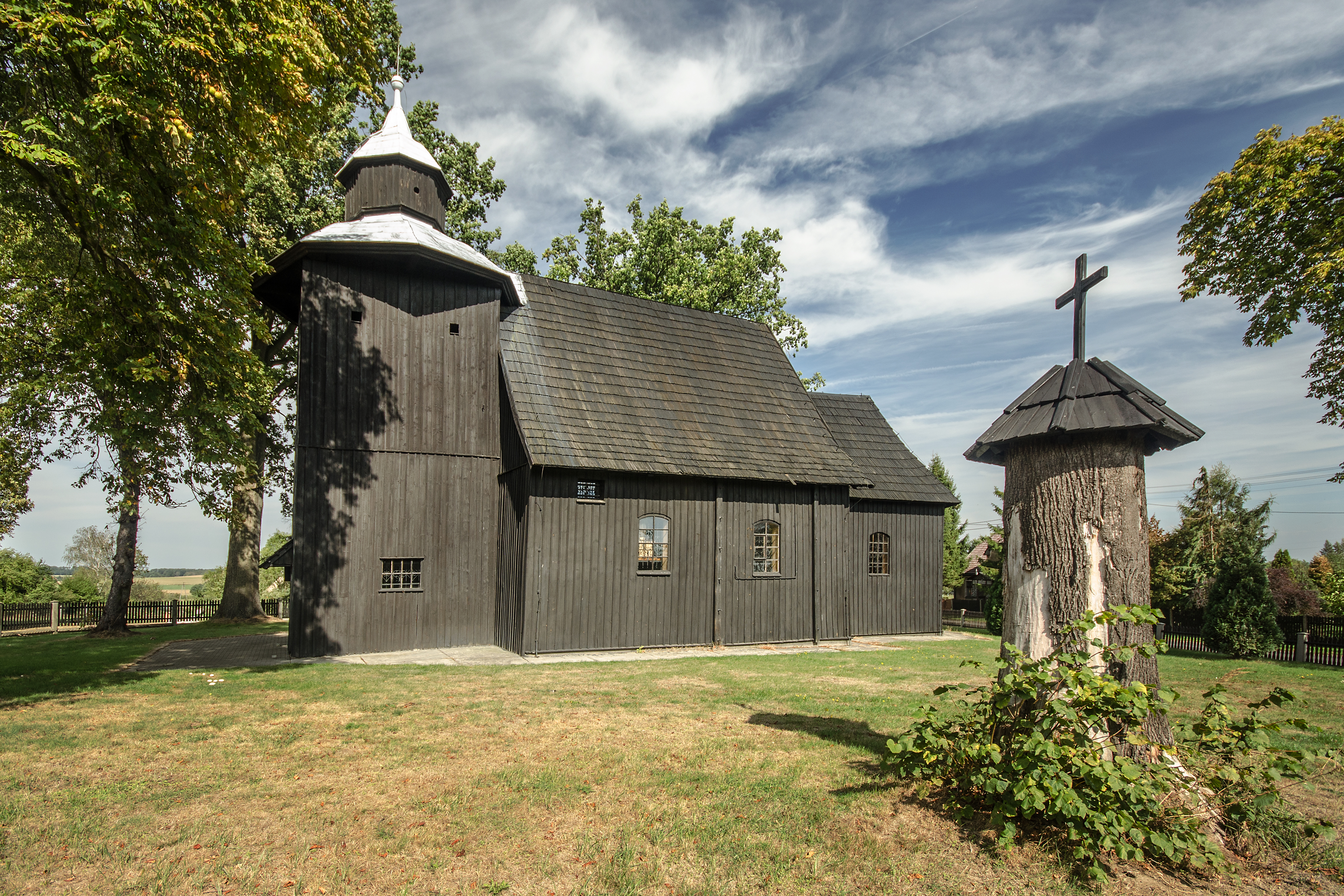
Schrotholzkirche St. Nikolaus und Unsere Liebe Frau von Tschenstochau

Im Jahr 1353 wurde in Gohle erstmals eine Kirche erwähnt. Es gehörte zum Herzogtum Oels, das nach dem Ersten Schlesischen Krieg 1742 mit dem größten Teil Schlesiens an Preußen fiel.
Nach der Neugliederung der Provinz Schlesien gehörte die Landgemeinde Gohle ab 1816 zum Landkreis Rosenberg O.S., mit dem sie bis 1945 verbunden blieb. 1845 bestanden im Dorf ein Schloss, ein Vorwerk, eine Mühle, eine katholische Kirche, eine evangelische Schule, eine katholische Kirche und 41 Häuser. Die Einwohnerzahl lag damals bei 435, davon 73 evangelisch und zwei jüdisch. 1861 zählte der Ort drei Bauern, 27 Gärtner- und drei Häuslerstellen mit insgesamt 514 Einwohnern. 1874 wurde der Amtsbezirk Krzyzanzowitz gebildet, dem Gohle eingegliedert wurde.
Bei der Volksabstimmung in Oberschlesien am 20. März 1921 stimmten 596 Wahlberechtigte für einen Verbleib bei Deutschland und 73 für Polen. Gohle verblieb beim Deutschen Reich. 1925 lebten 782 Einwohner in Gohle, 1933 waren es 673. Am 1. April 1939 wurden die Gemeinden Gohle, Kreuzhütte und Neudorf zur Gemeinde Neudorf zusammengeschlossen.
Als Folge des Zweiten Weltkriegs fiel Gohle mit dem größten Teil Schlesiens an Polen. Nachfolgend wurde es in Goła umbenannt und der Woiwodschaft Schlesien eingegliedert. 1950 wurde es der Woiwodschaft Opole angeschlossen, 1975 der Woiwodschaft Tschenstochau. Seit 1999 gehört es zum Powiat Oleski in der Woiwodschaft Opole.

## Sehenswürdigkeiten
- Die römisch-katholische Schrotholzkirche St. Nikolaus und Unsere Liebe Frau von Tschenstochau (Kościół pw. Mikołaja i MB Częstochowskiej) wurde 1353 erstmals erwähnt. Der heutige Bau stammt vermutlich aus dem 17. Jahrhundert. Die Kirche ist eine Filialkirche der Pfarrei Herz Jesu (Parafia Najświętszego Serca Pana Jezusa) in Zdziechowice.[2]